# Avenida 5 de Julio
La Avenida 5 de Julio es el principal centro económico de la ciudad y la 2.ª arteria vial más importante de Puerto La Cruz, Venezuela. En ella se encuentran alrededor de unos 300 comercios dedicados a la venta de víveres en general, quincallerías, tiendas por departamento y restaurantes, en su mayoría de propietarios árabes y asiáticos, que se establecieron en la zona desde los años 70. La avenida fue construida en 1960 para darle alivio al mercado y a raíz del boom petrolero que sucedió en la ciudad, miles de inmigrantes llegaron y establecieron sus comercios en la zona, convirtiendo a Puerto La Cruz en la ciudad con mayor crecimiento económico del Oriente Venezolano, a mediados de los 80 y 90 se establecieron compañías bancarias, aseguradoras, tiendas por departamento y oficinas públicas como el Saime, desde el 2000 ha sufrido varios cambios, debido a la falta de mantenimiento en el 2010 la avenida se anegó completamente debido a las fuertes lluvias de ese año, lo que trajo muchas pérdidas para los comerciantes. Desde 2013 debido a la crisis económica que actualmente vive el país, unos 50 comercios han tenido que cerrar sus puertas.
Inicia en el Paseo Miranda a la altura del Elevado de Puerto La Cruz pasando por el Mercado Municipal, La Estatua del Prócer Miranda, La Calle de La Iglesia Santa Cruz, Las oficinas como el Saime y el Registro Civil, se hallan cientos de tiendas y populares restaurantes como el Costa Azul; Finaliza en la Redoma de Guaraguao frente a la Estación Alberto Ravell del BTR.
Es el principal centro económico de la ciudad y junto al Boulevard Sucre forman el plano económico de la zona, por su cercanía con el Paseo Colón, es muy usada por los conductores que visitan el Popular Paseo, presenta fallas en el alumbrado y asfaltado y en sus inmediaciones se hallan obras abandonadas como la Clínica Paúl Harris y el edificio de Fundeso.